# Costa Ricas fodboldlandshold
Costa Ricas fodboldlandshold er det nationale fodboldlandshold i Costa Rica, som bliver administreret af Costa Ricas fodboldforbund. Det costaricanske fodboldforbund blev stiftet i 1921, og de blev også medlem af FIFA i 1921. Costa Rica har deltaget i fire verdensmesterskaber. Nationalstadionet er Estadio Nacional i San José. Holdet slog ny personlig rekord ved VM 2014 i Brasilien, idet de nåede kvartfinalerne.

## Historie
Costa Rica har deltaget i FIFA VM fem gange. Første gang var i 1990, hvor Italien var værtsland, her opnåede holdet deres næstbedste resultat, da de kom til 8-delsfinalerne. I 2002 røg landet ud i gruppespillet, da de var i samme gruppe som den senere vinder Brasilien og landet som endte som nummer tre, Tyrkiet. I 2006 deltog landet i sit tredje verdensmesterskab, her spillede de åbningskampen mod værtslandet Tyskland. De deltog desuden i VM i fodbold 2014, hvor holdet opnåede deres bedste VM resultat nogensinde, da de kom til kvartfinalen mod Holland. Costa Rica deltog også i VM i fodbold 2018, hvor de røg ud i gruppespillet, da de endte på sidstepladsen i deres indledende gruppe.